# Тьефрен
Тьефре́н (фр. Thieffrain) — коммуна во Франции, находится в регионе Шампань — Арденны. Департамент — Об. Входит в состав кантона Эссуа. Округ коммуны — Труа.
Код INSEE коммуны — 10376.
Коммуна расположена приблизительно в 175 км к юго-востоку от Парижа, в 85 км южнее Шалон-ан-Шампани, в 30 км к востоку от Труа.

## Население
Население коммуны на 2008 год составляло 158 человек.
| 1962 | 1968 | 1975 | 1982 | 1990 | 1999 | 2008 |
| ---- | ---- | ---- | ---- | ---- | ---- | ---- |
| 151  | 158  | 151  | 130  | 141  | 143  | 158  |

## Администрация
| Период | Период | Фамилия       | Партия | Примечания |
| ------ | ------ | ------------- | ------ | ---------- |
|        | 1969   | Жюль Шарден   |        |            |
| 1969   | 2001   | Симона Ламбер |        |            |
| 2001   | 2014   | Клод Мартен   |        |            |

## Экономика
В 2007 году среди 99 человек в трудоспособном возрасте (15—64 лет) 79 были экономически активными, 20 — неактивными (показатель активности — 79,8 %, в 1999 году было 72,2 %). Из 79 активных работали 76 человек (39 мужчин и 37 женщин), безработных было 3 (2 мужчины и 1 женщина). Среди 20 неактивных 4 человека были учениками или студентами, 9 — пенсионерами, 7 были неактивными по другим причинам.